# Тукульті-Нінурта I

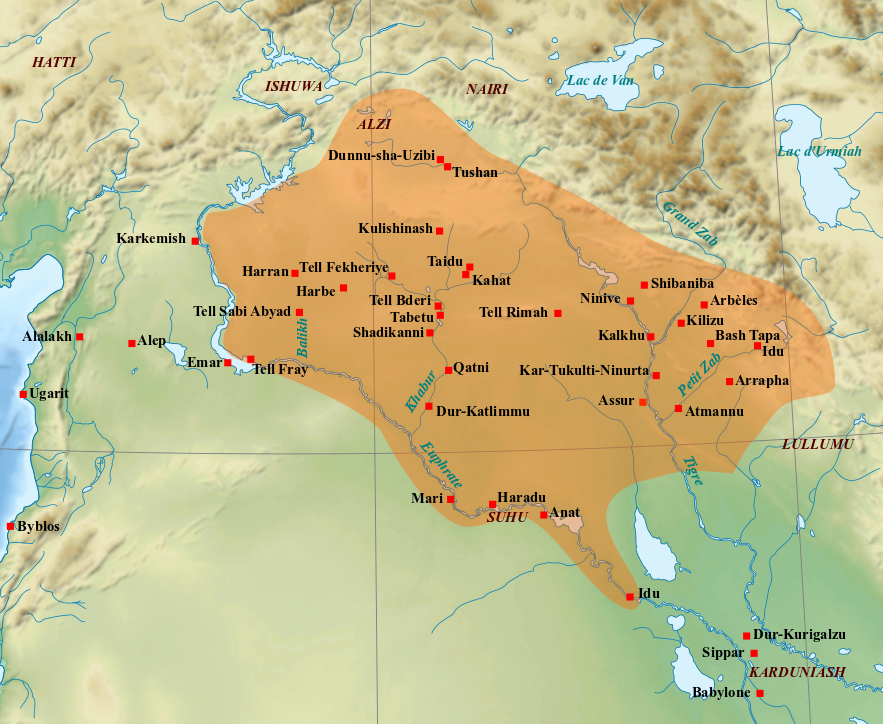
Карта Ассирії в середньоассирійський період після завоювань Адад-нірарі І та Шульману-ашареда I

Тукульті-Нінурта I — цар Ассирії, син Шульману-ашареда, правив 37 років з 1233–1197 роках до нашої ери. За його правління Ассирія досягла найбільшої могутності за увесь так званий середньоассирійський період.

## Життєпис
В перший рік свого правління Тукульті-Нінурта підкорив племена Кіту та Шубару на півночі та сході розбивши за власною заявою 43 царів країни Наїрі «кров'ю їх наповнивши ущелини та урвища гір». Цар підкорив значні території на північ від Ассирії у верхів'ях Тигру та на південь і південний-схід від озера Ван де розташовувалися країни Бабхі, Укумані, Шарніда, Мехрі, субарейські князівства Кутмухі, Пушші, Ніхані, а також власне країна Наїрі. Було завойоване хуритське царство Алзі біля хетського кордону.
Окрім того цар ходи походами на захід та південний-захід в Елам, Марі, Рапіку і Хану. Також відомо про те, що під час походу до Північної Сирії Тікульті-Нінурта розгромив хетів і захопив 28 800 хетських вояків «з того боку Євфрату». Однак найбільшим досягненням було завоювання Вавилонії. На початку правління царя кордон між державами проходив по Хабуру, але Тікульті-Нінурта вперто відсував його на південь. Приблизно в середині правління йому вдалося розгромити сусідню державу ослаблену набігами еламського царя Шільхак-Іншушінака. Вперше в історії ассирійці завоювали цю країну. Вавилонського царя Каштіліаша IV в ланцюгах привели до Ашшура. Через рік вавилоняни повстали, але їх виступ було жорстоко придушено, а сам Вавилон було після довгої облоги захоплено і розграбовано не пощадили переможці і храмів, постраждала в тому числі й Есагіла, а статую Мардука завойовники забрали як трофей. Для того щоб послабити опір вавилонян в майбутньому за наказом Тукульті-Нінурти було зруйновано стіни міста. Про ці події при царському дворі була складена епічна поема. На вісім років ассирійцям вдалося підкорити собі нижнє Межиріччя, але потім вавилоняни знову повстали і відновили незалежність своєї держави. Цікаво, що саме після завоювання Вавилону Тукульті-Нінуртою різко посилився вавилонський культурний вплив на Ассирію.
Після заворювання Вавилонії Тукульті-Нінурта I прийняв титул: могутній цар, цар Ассирії, цар Кардуніаш, цар Шумеру і Аккаду, цар Сіппару і Вавилона, цар Дільмуна і Мелахи, цар Верхнього та Нижнього моря, цар гір і степів, цар шубарійців, кутіїв і усіх країн Наїрі, цар, який дослухається своїх богів і приймає знатну данину чотирьох сторін світу в місті Ашшурі. З титулу видно претензії ассирійського царя, який відмовився від старого ішшіакум Ашшура, але зате іменує себе стародавнім титулом цар Шумера і Аккада і знову, як в часи Нарам-Суена та Шульгі, згадує «чотири сторони світу». Окрім того, в титулі згадуються землі, які не входять до складу Ассирійської держави — Бахрейн та Індія. Вони згадуються чи то для більшої пишності, чи як претензія на володіння.
За прикладом багатьох ассирійських правителів Тукульті-Нінурта хотів позбутися впливу священної столиці Ашшуру та його могутньої знаті тому не пізніше 15 року свого правління переніс столицю до нового, спеціально вистроєного міста Кар-Тукульті-Нінурта (Торгова пристань Тукульті-Нінурти), де було споруджено величезний палац. В новій столиці влада царя не обмежувалася стародавніми привілеями древнього міста та храмів. Цар був оточений безліччю служників та завів пишний царемоніал який пізніше наслідували усі владики регіону. Цар перестав спілкуватися з зовнішнім світом, а його накази і навпаки доповіді йому передавалися через спеціальних чиновників. Незважаючи на усе це, а можливо саме завдяки таким порядкам які сприяли палацовим інтригам, проти літнього правителя було здійснено вдалий заколот — спершу оголосили, що старий цар звар'ював, а потім убили його. Кар-Тікульті-Нінурту закинули, а столиця повернулася до Ашшуру. Організаторами заколоту за одними джерелами була придворні, за іншими стара ашшурська знать невдоволена втратою свого впливу на царя, на чолі ж його став син царя.
Після смерті Тукульті-Нінурти розпочався майже столітній період занепаду держави.